# Eurycope ratmanovi
Eurycope ratmanovi är en kräftdjursart som beskrevs av Gurjanova 1946. Eurycope ratmanovi ingår i släktet Eurycope och familjen Munnopsidae. Inga underarter finns listade i Catalogue of Life.